# Gregory Kaidanov

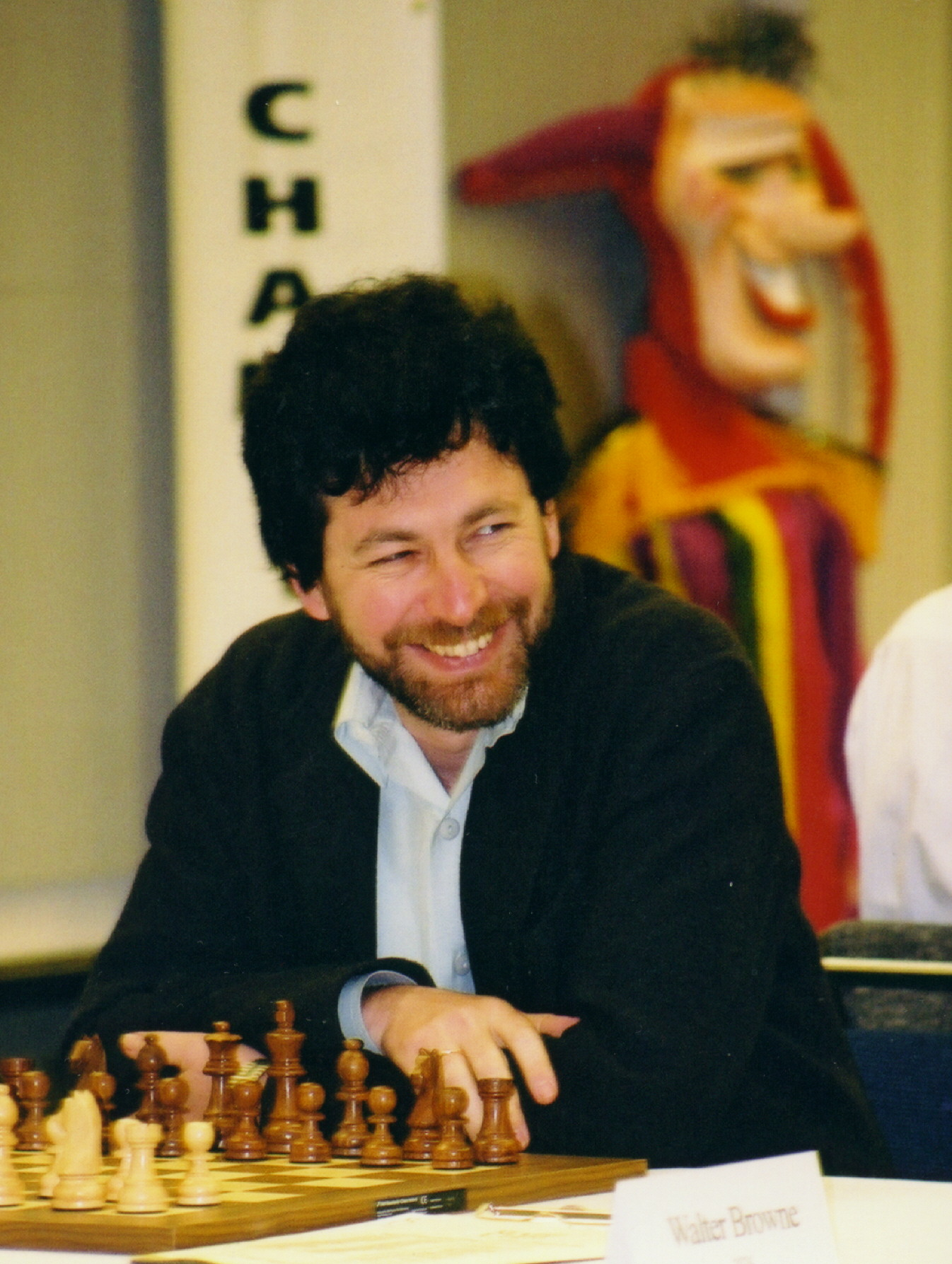

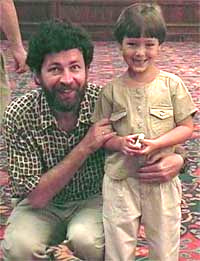
Gregory en dochter

Gregory Kaidanov (Russisch: Григорий Зиновьевич Кайданов, Grigori Sinovjevitsj Kajdanov) (Berdytsjiv, 11 oktober 1959) is een Russisch-Amerikaanse schaker. Hij is een grootmeester (GM). 
Hij werd in 1959 geboren in Oekraïne, maar in 1960 verhuisde zijn familie naar het Russische Kaliningrad. In 1991 emigreerde hij naar de Verenigde Staten. 
Op zesjarige leeftijd leerde hij van zijn vader schaken. 
- In 1972 won hij het jeugdkampioenschap van Russische federatie in de categorie tot 14 jaar.
- In 1987 won hij een toernooi in Moskou, waarin hij onder andere won van Viswanathan Anand, die in datzelfde jaar jeugdwereldkampioen werd.
- In 1987 werd Kaidanov Internationaal Meester (IM), in 1988 grootmeester.[1]
- In 1989 won hij in Wenen, in 1990 won hij het Hastings Masters toernooi.

In 1991 emigreerde hij met vrouw en kinderen naar de Verenigde Staten. 
- In 1992 won Kaidanov zowel het World Open als het US Open.
- Het 28e World Open, gehouden van 28 juni t/m 4 juli 2000 in Philadelphia, werd na de tie-break gewonnen door Joel Benjamin met 7 punten uit 9 ronden. Er eindigden negen spelers met 6.5 uit 9, onder wie Gregory Kaidanov.
- In 2002 won hij het Aeroflot Open, dat werd gehouden in Moskou. Verder namen onder meer 82 andere grootmeesters deel, waaronder Aleksandr Grisjtsjoek en Aleksej Drejev.
- Van 23 november t/m 6 december 2004 speelde hij mee in het toernooi om het kampioenschap van de USA dat in San Diego verspeeld werd en eindigde met 6 punten uit 9 wedstrijden op de derde plaats. Hikaru Nakamura eindigde met 7 punten op de eerste plaats, terwijl Alexander Stripunsky met 7 punten tweede werd.
- In 2007 werd hij derde op het nationale kampioenschap van de VS.
- In april 2008 won hij met 7 pt. uit 9 het rondentoernooi van de Gausdal Classics in Noorwegen.[2]
- In juli 2021 won hij het seniorenkampioenschap van de VS, na beslissingspartijen tegen Larry Christiansen.[3]

Met de Elo-rating 2646 was hij in oktober 2002 nummer 43 op de wereldranglijst.
Kaidanov woont in Lexington (Kentucky) en werkt als schaaktrainer.

## Nationale teams
Van 1996 tot 2006 was hij lid van het nationale team van de VS bij Schaakolympiades. Met dit team won hij in 1996 en in 2006 de bronzen medaille en in 1998 de zilveren medaille. In 2004 ontving hij een individuele zilveren medaille voor zijn resultaat aan het vierde bord.
In 1993 won hij met het team van de VS het WK landenteams. Ook nam hij deel aan het WK landenteams van 1997, waarbij hij met het team tweede werd en het beste individuele resultaat behaalde van de spelers aan het reservebord, en van 2007.
In maart 2020 won hij met het team van de VS in Praag het FIDE Wereldkampioenschap schaken voor seniorenteams in de leeftijdsklasse boven 50 jaar, waarbij aan het tweede bord 4.5 punten uit 6 partijen behaalde.

## Partijvoorbeeld
De diagramstelling ontstond in 1987 in de partij tussen Kaidanov en de toenmalige IM Viswanathan Anand bij het internationale toernooi van Moskou. Kaidanov had met wit in de Panov-aanval van de Caro-Kann verdediging Anands koningsvleugel onder druk gezet, en enkele zetten eerder zijn loper geofferd op h7, om via de h-lijn de zwarte koning te kunnen bereiken. Nu Anands koning dreigde te ontsnappen via e7, vond Kaidanov een combinatie met dame-offer, die de partij onmiddellijk beëindigde: 
25. Dh5xf7+! en Anand gaf op, omdat hij binnen twee zetten wordt matgezet:
25... Tc7xf7 26. Pe5–g6+ Kf8–g8 27. Th3–h8 schaakmat.